# John Perry Barlow
John Perry Barlow (n. 3 octombrie 1947, Wyoming, SUA – d. 7 februarie 2018, California, SUA) a fost un poet, eseist și activist politic american.

## Biografie
John Barlow s-a născut la o fermă de vaci din statul american Wyoming în perioada baby boom de după al doilea război mondial. A urmat școala primară în apropiere, iar la începutul anilor 60 ajunge la o școală din Colorado, descrisă delicat ca "școală pentru băieți cu probleme comportamentale". Aici se împrietenește cu un coleg pe nume Bob Weir, care va crea mai târziu formația Grateful Dead. Din 1971, Barlow devine textierul acestei formații.
În anii '70 a fost membru în Partidul Republican și lider al filialei din Sublette County. În 1978 a fost șef de campanie petru candidatura lui Dick Cheney la Congres. La începutul anilor 2000 părerile sale liberale au intrat în confilct cu conservatorismul partidului, așa încât a demisionat și s-a înscris în Partidul Democrat.
În 1990, Barlow a fondat Electronic Frontier Foundation (EFF), împreună cu alți activiști ca John Gilmore și Mitch Kapor.
În prezent, John Barlow este vice-preledinte al EFF și membru în organele de conducere ale mai multor fundații.